# Wojciech Bogusławski

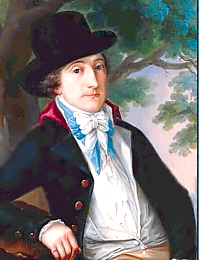
Wojciech Bogusławski (voor 1829, schilder onbekend)

Wojciech Romuald Bogusławski (Glinno bij Poznań, 9 april 1757 - Warschau, 23 juli 1829) was een regisseur, hoofdrolspeler, operazanger, schrijver, vertaler, oprichter van theaters en van de opera van Kalisz. Hij wordt wel 'de vader van het Poolse theater' genoemd. Hij werkte samen met toneelontwerpers en muzikanten. Ook schreef hij een leerboek over dramaturgie.
Hij schreef meer dan 80 theaterstukken, vooral vertalingen van komedies van West-Europese schrijvers. In 1811 liet Bogusławski zijn publiek voor het eerst kennismaken met Hamlet van William Shakespeare, in een Poolse vertaling. Als theaterdirecteur verbeterde hij het beroep van toneelspeler van entertainer tot erkende podiumkunstenaar.

## Leven
Bogusławski stamde uit de lagere adel. Hij was de zoon van Leopold Andrzej Bogusławski (1723-1793), regent van Poznań en later Krakau, en diens vrouw Anna Teresa Linowska. Hij bezocht verschillende scholen in Warschau en Krakau. Vanaf 1774 nam hij deel aan amateuropvoeringen. In 1775 werd hij lid van de Litouwse infanterie en verliet drie jaar later weer dit legeronderdeel. Verder was hij vrijmetselaar.
In 1823 (of 1824) trouwde hij met Augusta Siegmund en sindsdien leefden zij op zijn landgoed Jasień in Lubochnia (Łódź). Met Augusta had hij drie kinderen.
In 1827 trad hij voor het laatst op in de komedie 'Koszyk wiśni' ('Kersenkorf'). Twee jaar later stierf hij op 72-jarige leeftijd. Zijn grafmonument bevindt zich op het Powązki-kerkhof in Warschau.

## Loopbaan
Wojciech Bogusławski begon zijn theatercarrière in 1778. Zijn première was een aanpassing van de cantate Nędza uszczęśliwiona (letterlijk: Het in geluk veranderde leed, ofwel: Geluk bij een ongeluk) van Franciszek Bohomolec in een opera met muziek van Maciej Kamieński. In 1781 trad hij in Lviv op met de theatergroep van Agnieszka en Tomasz Truskolaski, maar keerde alweer in het jaar daarop terug naar Warschau, waar hij door het Nationale Theater werd gecontracteerd. In 1783 kreeg hij de leiding over dit theater en ondernam hij optredens in steden als Doebno en Grodno.
Tegelijkertijd richtte hij in Poznań, met ondersteuning van koning Stanislaus August, een eigen theater op, dat echter weer snel werd opgeheven. In 1785 richtte hij een ander theater op in de Litouwse stad Vilnius. Hij ensceneerde nog in datzelfde jaar Franciszek Zabłocki's Fircyk w zalotach (De dinging van een dandy) en in 1786 de Poolse première van Pierre Beaumarchais’ revolutionaire komedie Le Nozze di Figaro. Ieder jaar in januari waren er vertoningen in Doebno; in 1789 trad hij met zijn groep in Lviv en Grodno op.
In 1790 keerde hij naar wens van koning Stanislaus August terug naar Warschau en nam daar weer de leiding over van het Nationale Theater. Zijn doel in deze tweede ambtsperiode als directeur was om er een kunstzinnig theater van nationaal belang van te maken met een maatschappelijke en sociale betekenis. Bogusławski zag het theater op de eerste plaats als school voor de moraal en als platform voor de verbreiding van nationale idealen. Gedurende de turbulente vierjarige Sejm (parlement) (1791-1795) waren staatshervormingen vaak het onderwerp van de opvoeringen in het Nationale Theater. Als pleitbezorger van de hervormingen dekte het repertoire vaak de thema’s af die hij belangrijk vond. In deze tijd schreef hij ook voor het theater. Nadat hij in 1791 Julian Ursyn Niemcewicz’ Powrót posła (De terugkeer van de gezant), Polens eerste politieke komedie, had geënsceneerd, schreef hij daarop een voortzetting met de titel Dowód wdzięczności narodu (Dankbewijs van de natie) en ensceneerde hij Józef Wybicki's Szlachcic Mieszczaninem (De edele Bourgeois).
In 1792 schreef en regisseerde hij ook Henryk Szosty na łowach (Hendrik VI op jacht) en in 1794 zijn beroemdste werk Cud mniemany, Czyli krakowiacy i górale (Het vermoedde wonder of De Krakauers en de holbewoners), Polens eerste, door Jan Stefani vertoonde, opera die algemeen als oproep tot verzet tegen de Derde Poolse Deling werd gezien. Het stuk werd aan de vooravond van de opstand door vrijheidsstrijder Tadeusz Kościuszko voor het eerst opgevoerd en na drie voorstellingen door de censuur verboden. De openbaarheid verstond onmiddellijk de erin gevatte politieke toespelingen en al gauw klonken in alle straten en op alle pleinen van Warschau delen van de opera. Bogusławski zou wegens deze opzet worden gearresteerd, hij wist echter te ontkomen – vermoedelijk dankzij ingrijpen van Fryderyk Józef Moszyński, grootmaarschalk van De Kroon.
Nadat de opstand was neergeslagen reisde Bogusławski naar Lviv en wist een groot deel van de kostuums en rekwisieten alsook de bibliotheek van het theater mee te nemen. In Lviv zette hij zijn Poolse theater voort, dat tot 1799 bleef bestaan. Na onderhandelingen met vertegenwoordigers van de censuur regisseerde hij in 1796 De Krakauers en de holbewoners opnieuw en voerde in 1797 voor het eerst in Polen Hamlet van Shakespeare op. In Lviv produceerde hij ook zijn eigen melodrama Iskahar, Król Guaxary (Iskahar, Koning van Guaxara).
In 1799 keerde Bogusławski naar Warschau terug en werd voor de derde keer, tot 1814, directeur van het Nationale Theater. Gedurende deze tijd stichtte hij in 1801 het theater in Kalisz en trad hij ook op in een reeks andere Poolse steden, waaronder Poznań, Łowicz, Krakau en Gdańsk. Hij bleef bij zijn publiek zeer geliefd; critici daarentegen beschuldigden hem in toenemende mate ervan een “vulgaire smaak” tot uitdrukking te brengen.
In 1811 zorgde hij voor de eerste toneelschool van Polen. In 1812 schreef hij een leerboek met de titel Dramaturgia, czyli nauka sztuki scenicznej dla Szkoły Teatralnej (Dramaturgie, ofwel het geven van toneelkunst aan de theaterschool). In 1814 maakte hij zijn aangetrouwde zoon Ludwik Osiński leider van het Nationale Theater, maar bleef ook zelf ermee verbonden. Eerst trad hij met zijn eigen mensen op, later ook op andere podia, onder andere in Vilnius. Tegen het einde van zijn leven schreef en publiceerde hij Dzieie Teatru Narodowego (Geschiedenis van het Nationale Theater), en stelde hij zijn Dzieła Dramatyczne (Dramatische Werken) samen en gaf deze uit.

## Betekenis
Bogusławski voerde op Poolse bodem de klassieke toneeltragedies in, zoals Shakespeares Hamlet. Hij schreef meerdere stukken zelf en vertaalde en bewerkte stukken van anderen vanuit het Duits, Engels, Frans en Italiaans. In het totaal gaf hij meer dan 80 stukken uit. In het begin huldigde hij vooral de klassieke Franse principes, later concentreerde hij zich meer op de moraliserende Duitse drama’s. Zo zorgde hij voor uitvoering op het Poolse toneel van werken van Jean Racine, Molière, Voltaire, Pierre Beaumarchais, Denis Diderot, Friedrich Schiller en Gotthold Ephraim Lessing. Hij beperkte zich echter niet tot een repertoire van bekende toneelstukken, maar produceerde ook melodrama’s en variété, die vele bezoekers trokken, alsook opera’s en balletten.
Bogusławski richtte overal waar hij kwam onmiddellijk een Pools toneelgezelschap op, dat bleef nadat hij vertrok.
Als toneelspeler acteerde hij vooral graag als minnaar. Toch had hij later zijn grootste successen in 1793 als de Oude Dominic in Taczka Occiarza (De kruiwagen van Occarz, zijn eigen bewerking van Louis-Sébastien Merciers werk La Brouette de Vinagrier), als Ferdinand Kokiel in Hendrik VI op jacht, en als Bardos in De Krakauers en de holbewoners. Hoewel deze rollen gewone personen waren, was Bogusławski daarin even overtuigend als bij de oudere karakters, heersers of tirannen of koningen als koning Lear of koning Axur. Als regisseur werkte Bogusławski succesvol samen met ontwerpers, muzikanten en schilders. Bogusławskis interessantste opvoeringen waren die waarin hij meerdere functies op zich nam – als hun schrijver en regisseur en vaak ook als toneelspeler in de hoofdrol.
Bogusławski's activiteiten als oprichter van het Poolse Nationale Theater zijn indrukwekkend. Vaak wordt hij daarom de “vader van het Poolse theater" genoemd.